# Oana Paola Nistor
Oana Paola Nistor (ur. 29 czerwca 1983 w Timișoarze) – rumuńska wokalistka, śpiewającą w zespole Activ.

## Kariera
Artystka pochodzi z miasta Timișoara w zachodniej Rumunii. Dotychczas jednym z jej największych sukcesów było wydanie albumów „Motive” i „Everyday” wraz z Rudolfem Stavanikiem oraz Flaviu Cicireanu pod szyldem Activ. Grupa odniosła spory sukces na rynku rumuńskim, a także w całej Europie, m.in. w Polsce i Niemczech. Oana wraz z zespołem kilkukrotnie odwiedziła Polskę. W 2009 roku odłączyła się od zespołu i rozpoczęła karierę solową.